# Music Man Cutlass
Il Music Man Cutlass è un basso elettrico a 4 corde prodotto dalla Music Man a partire dal 2016. Tra il 1983 e il 1984, prima dell'acquisizione dell'azienda da parte di Ernie Ball, fu messo in commercio un basso con lo stesso nome, ma che era sostanzialmente una piccola variante di strumenti già in produzione.

## Caratteristiche
Un primo basso chiamato Cutlass fu lanciato sul mercato dalla Music Man nel 1983, poco prima del passaggio a Ernie Ball, in due varianti, frutto della temporanea collaborazione con la Modulus Guitars. In realtà non si trattava di uno strumento nuovo, in quanto il "Cutlass I" era sostanzialmente uno StingRay, mentre il "Cutlass II" era un Sabre, con l'unica differenza che in entrambi i casi il manico era realizzato in grafite dalla Modulus.
Il nuovo Cutlass, un basso effettivamente diverso e inedito, è stato invece lanciato nel 2016 insieme al Caprice, e come questo si distingue dai precedenti bassi Music Man per l'assenza della preamplificazione di bordo. È caratterizzato da una costruzione compatta, un solido ponte in acciaio temprato, con battipenna asimmetrico dal design vintage, simile a quello del Fender Precision Bass. Il particolare hardware è caratterizzato da un pick-up humbucker offset con un solo magnete in alnico per corda. L'elettronica è passiva, senza preamplificazione, con due potenziometri per volume e tono. Il corpo è realizzato in ontano, il manico in acero, mentre la tastiera a 21 tasti può essere in acero o palissandro. Il manico è montato al corpo con sistema bolt-on a cinque viti, con una paletta oversize di nuova concezione e la tipica disposizione delle chiavette 3+1.